# Бадія-Тедальда
Бадія-Тедальда (італ. Badia Tedalda) — муніципалітет в Італії, у регіоні Тоскана,  провінція Ареццо.
Бадія-Тедальда розташована на відстані близько 210 км на північ від Рима, 80 км на схід від Флоренції, 37 км на північний схід від Ареццо.
Населення — 1067 осіб (2014).

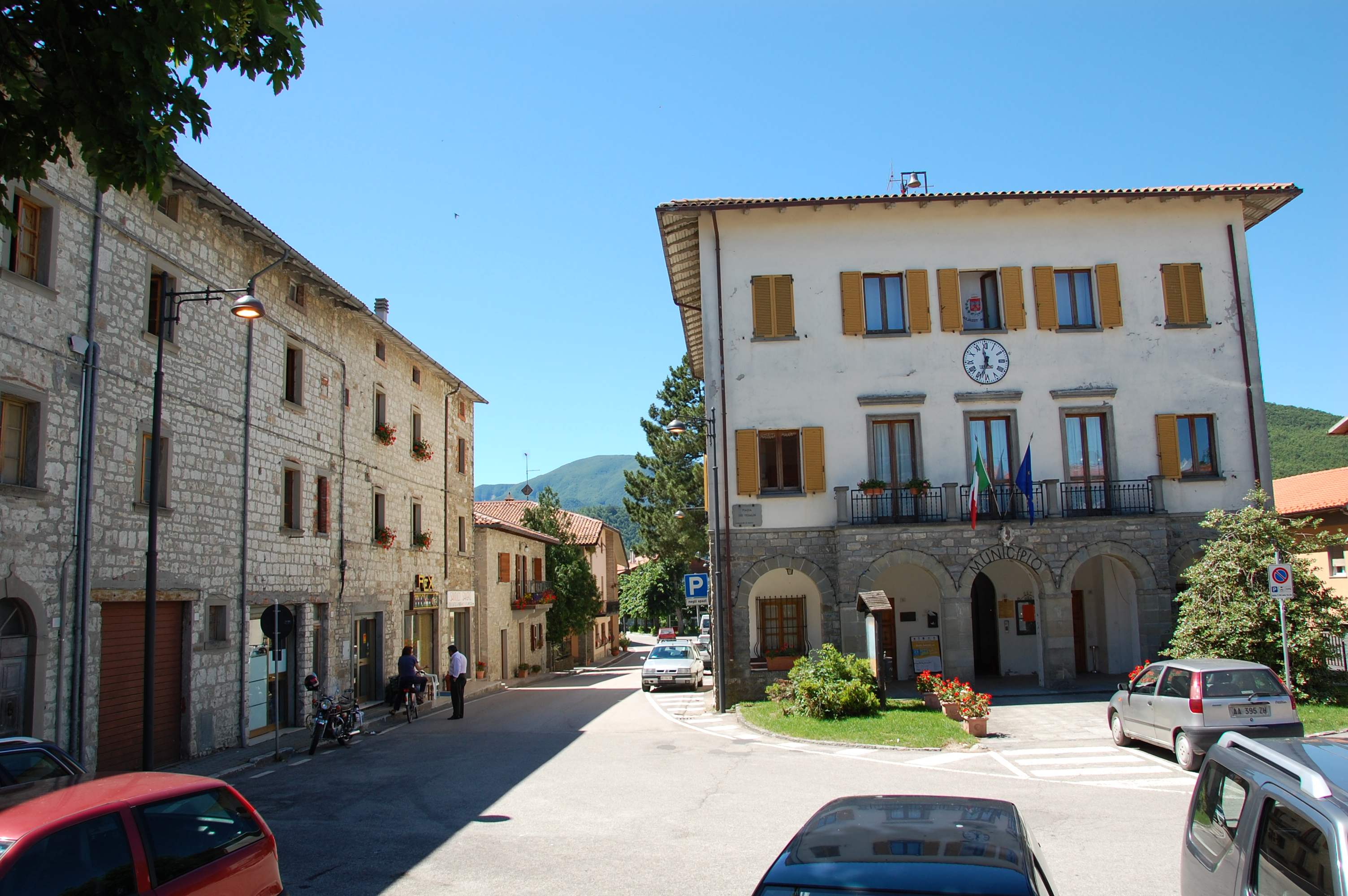

Щорічний фестиваль відбувається 29 вересня. Покровитель — святий Архангел Михаїл.

## Демографія
Населення за роками:

Станом на 1 січня 2023 року в муніципалітеті офіційно проживали 124 іноземці з 23 країн, серед них 39 громадян країн Євросоюзу та 9 громадян України.

## Сусідні муніципалітети
- Борго-Паче
- Кастельдельчі
- Пеннабіллі
- П'єве-Санто-Стефано
- Сансеполькро
- Сант'Агата-Фельтрія
- Сестіно
- Вергерето